# الکساندر وایلی
الکساندر وایلی (به انگلیسی: Alexander Wiley) سناتور سابق عضو حزب جمهوری‌خواه ایالات متحده آمریکا بود. وی در سال ۱۹۳۹ تا ۱۹۶۳ میلادی سناتور ایالت ویسکانسین در سنای ایالات متحده آمریکا بود.